# Фукс, Франц
Франц Фукс (нем. Franz Fuchs; 12 декабря 1949, Гралла, Штирия — 26 февраля 2000, Грац) — австрийский террорист-ксенофоб.
В период между 1993 и 1997 годом он убил 4 человек и покалечил около 15, используя импровизированные взрывные устройства и 5 волн «почтовых» бомб (общее число писем — 25).
Несмотря на серию почтовых бомб и психологический портрет (криминалисты описывали его как крайне умного, но в то же время крайне замкнутого человека), схожие с американским «Унабомбером» Теодором Качинским, мотивы его акций были совершенно другими. Его жертвами были либо иностранцы (или те люди, которых он таковыми считал), либо люди или организации «дружеские по отношению к иностранцам».
В феврале 2000 года Фукс повесился в своей тюремной камере в тюрьме города Грац, воспользовавшись шнуром от электробритвы. До сих пор непонятно, как человек без рук смог совершить такие действия (от предложенных ему специально сделанных протезов он отказался)

## Биография
Фукс вырос в Гралле на юге Штирии с братом на ферме своих родителей. Рано проявил свой технический талант, по совету учителя его родители отправили его в старшую школу в Лайбниц. Там он показал отличные достижения в математике и физике. Позднее школьный друг описал его как дотошного и точного ученика, которого одноклассники иногда дразнили за его диалект. После окончания поступил в Грацский университет  для обучения теоретической физике и получения специальности физика-ядерщика.
В заключении он заявил, что прекратил учёбу из-за своих отношений с тогдашней девушкой. Однако судебный психиатр Рейнхард Халлер считает более вероятным, что Фукс покинул университет из-за других обстоятельств. В целом, Халлер сомневается, что Фукс когда-либо имел стабильные отношения с женщиной.
После того, как его просьба увеличить стипендию была отклонена, Фукс отправился в Германию в качестве разнорабочего. Сначала он работал в Volkswagen в Вольфсбурге, затем в Daimler-Benz. Его попытки заняться собственным бизнесом провалились. В 1976 году он вернулся в Австрию, где в августе совершил попытку самоубийства. Его отец приказал лечь в психиатрическую больницу в Граце, из которой он был выписан через два месяца. В 1977 году он сначала работал инженером-геодезистом, затем инженером-строителем в строительном офисе бывшего одноклассника. Коллеги описывали его как лояльного, перфекциониста и своеобразного. Через одиннадцать лет его, наконец, отправили в отставку и он переехал в дом родителей, где жил в своей собственной комнате. Во время своего задержания Фукс сказал, что всё это время он «ленился и много читал». Он радикализировал себя, утверждая, что открыл словенскую начальную школу в Клагенфурте и внешнюю политику Австрии при канцлере Франце Враницком.

## Атаки

### Первая серия бомб в декабре 1993 года
Фукс отправил первую серию бомб с буквами в начале декабря 1993 года. Из девяти буквенных бомб, которые достигли своих адресатов с 3 по 6 декабря, четыре взорвались. Первыми жертвами стали пастор Август Яниш (из-за поддержки в отношении беженцев) и Сильвана Мейкснер, сотрудник редакции меньшинства Австрийской радиовещательной корпорации (ORF), а также бургомистр Вены Гельмут Цилк, все трое получили серьёзные ранения. Бомба, предназначенная для Цилка, взорвалась 5 декабря 1993 года около 19 часов, и он потерял при этом два пальца левой руки. Специалист по банкротству был ранен, когда взорвалась бомба, посланная Исламскому обществу помощи иностранцам. Другие взрывчатые вещества были обнаружены вовремя. Они были адресованы президенту Каритас Хельмуту Шуллеру, политическим деятелям Зелёных: Маделен Петрович и Тереции Стойшитч, — профессору университета Вольфгангу Гомбоксу (основателю и члену правления представительной организации словенцев Штирии, Культурной ассоциации Штирии VII Статьи) и тогдашнему министру по делам женщин Иоганне Дональ. Гомбоч получил бомбу в 4-м письме: Андреа Хаберл обнаружил её и передал её жандармерии Бад-Радкерсбурга 5 декабря 1993 года примерно в 11 часов.

### Трубная бомба Клагенфурта, август 1994 г.
Взрывное устройство было обнаружено в двуязычной немецко-словенской гоночной школе в Клагенфурте. Полицейский Тео Келз доставлял 24 августа 1994 года обнаруженную взрывчатку в спортивной сумке эксперту по взрывчатым веществам. Произошёл взрыв, который оторвал полицейскому обе руки. Полицейскому были успешно пересажены руки донора шесть лет спустя Раймундом Маргрейтером и позже Тео весьма эффективно реабилитировался.

### Вторая серия бомб в октябре 1994 года
Вторая серия буквенных бомб в октябре 1994 года состояла исключительно из неразорвавшихся боеприпасов. Из-за конструктивного изъяна ни один из четырёх не взорвался. Получателями были словенское издательство Визер в Клагенфурте, ассоциация по уходу за иностранцами в Дорнбирне, бумажная фабрика в Халлейне и аббат Уилтенского аббатства в Инсбруке, Тироль.

### Четверное убийство Оберварта, февраль 1995 г.

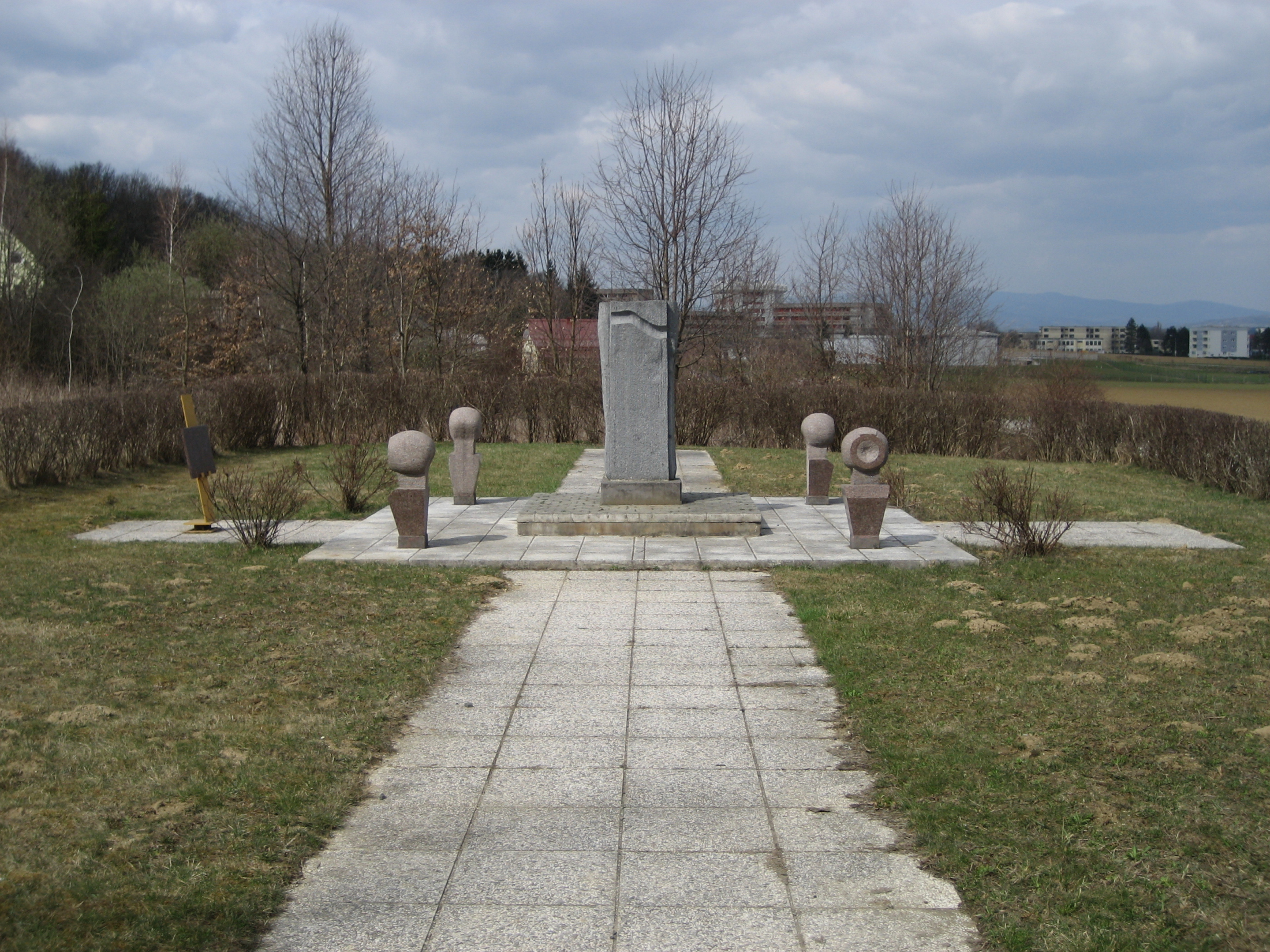
Мемориал в Оберварте

4 февраля 1995 года четверо цыган: Питер Саркози, Йозеф Саймон, Карл и Эрвин Хорват — были убиты в Оберварте миной-ловушкой. Трубная бомба была прикреплена к табличке с надписью «Рома, возвращайтесь в Индию». При попытке убрать этот щит взорвался заряд, состоящий примерно из 150 граммов изолированного взрывчатого вещества нитроглицерина. Два дня спустя Эрих Прейслер, сотрудник экологической службы Бургенланда, повредил руку от взрыва бомбы в Штинаце. Писатель Стефан Хорват, отец убитого 27-летнего Питера Саркози, отразил убийства в своих книгах.

### Третья, четвертая и пятая серии бомб 1995 года
Третья серия была совершена в начале июня 1995 года на телеведущую Арабеллу Кийсбауер, Дитриха Сжамейта, тогдашнего вице-мэра Любека и агентство знакомств в Линце. Кийсбауер и Сжамейт лично не открывали свои письма, бомбы ранили их сотрудников. В случае с Сжамейтом он встречался с тогдашним лидером фракции СДПГ и сегодняшним членом парламента в Шлезвиг-Гольштейне Томасом Ротером. В результате взрыва бомбы были сильно повреждены четыре пальца правой руки. При взрыве третьей бомбы совладелец агентства знакомств получил серьёзные травмы левой руки.
Четвёртая серия произошла в середине октября 1995 года в отношении двух иностранных врачей и работницы по помощи беженцам Марию Лоли. Доктор сирийского происхождения и Мария Лоли получили ранения, а также удалось нейтрализовать письмо, отправленное южнокорейскому врачу.
Две из четырёх почтовых бомб пятой серии взорвались 11 декабря 1995 года в почтовых ящиках, две другие были перехвачены. Среди адресатов были венское отделение Комиссии ООН по делам беженцев (УВКБ), венгерское агентство знакомств Кёсег, Анжела Ресетариц (мать Лукаса, Вилли и Питера Ресетариц) и венская семья из Индии.

### Шестое и последнее письмо-бомба 1996 года
В конце 1996 года Фукс отправил бомбу с посылкой на имя Лотте Ингриш, мачехи тогдашнего министра внутренних дел Каспара Эйнема. Она взорвалась в ходе расследования, проведённого полицией. Это был последний инцидент до ареста Франца Фукса год спустя.

## Арест, суд и самоубийство
2 октября 1997 года во время обыкновенной проверки документов офицерами жандармерии — по совпадению, в день проведения плана «Перехват» в Австрии — Франц Фукс попытался совершить самоубийство при помощи взрывного устройства, посчитав будто сотрудники дорожной инспекции собрались его арестовывать. Заряд был активирован, два офицера дорожной службы получили ранения, а Франц Фукс потерял обе руки, но остался жив.
Соответствовал ли Франц Фукс профилю преступника, опубликованному уголовным психологом Томасом Мюллером, — не было доказано. Однако следователи утверждали, что они успешно создали публичную угрозу для неизбежного захвата в то время ещё неизвестного преступника. Это вызвало у преступника психологический стресс, который в итоге заставил его поджечь трубную бомбу во время полицейского контроля.

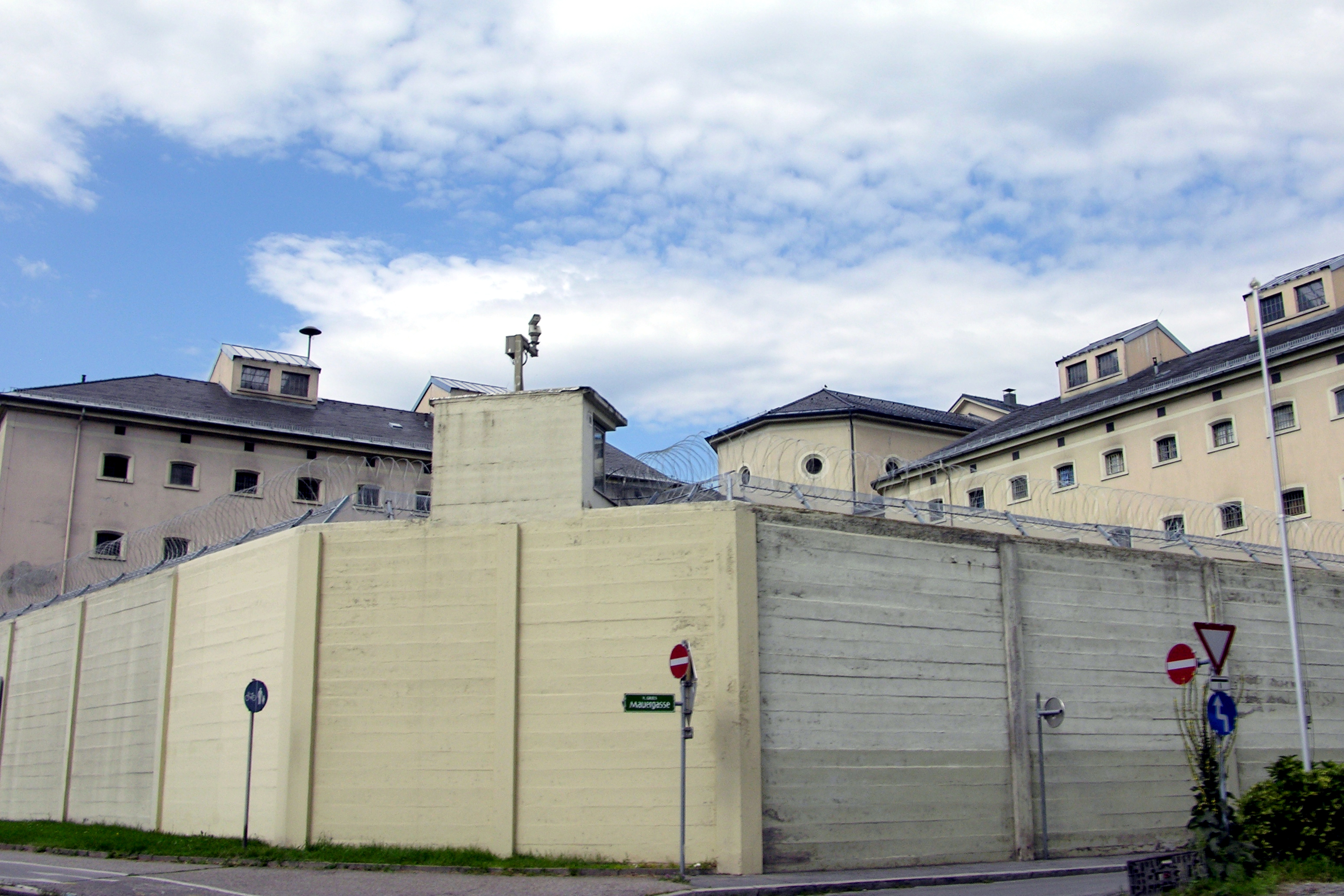
Тюрьма Карлау

2 февраля 1999 года, после тщательных обысков в доме Франца Фукса, начался процесс над создателем бомбы в окружном уголовном суде в Граце. Уже в первый день судебного разбирательства Фукс сорвал начало процесса, постоянно выкрикивая лозунги, такие как «Да здравствует БОА!» и иные, содержащие ксенофобскую ненависть. В результате Фукс был исключён из слушания председательствующим судьей Хайнцем Фурманом. Также в последующие дни Фукс был выведен из зала суда после коротких, одинаково происходящих явок в суд. В итоге процесс продолжился без присутствия ответчика. В ходе судебного разбирательства защитник Фукса, в частности, пытался опротестовать утверждения прокуратуры о преступнике-одиночке. Он выразил мнение, что Фукс был лишь рядовым участником «Баварской освободительной армии». Государственный обвинитель Йоханнес Винкльхофер возразил на это во вступительном слове: «Франц Фукс — это БОА, БОА — это Франц Фукс». 10 марта 1999 года суд вынес свой вердикт в отсутствие обвиняемого. Франц Фукс был приговорен к пожизненному заключению за четырёхкратное убийство, а также многочисленные убийства и телесные повреждения. В то же время он был помещен в учреждение для психически нездоровых нарушителей закона.
26 февраля 2000 года Фукс совершил самоубийство в своей камере в тюрьме Грац-Карлау, повесившись на кабеле бритвы. У него были протезы рук, но он не применял их в процессе самоубийства.

## Нерешённые вопросы
Хотя дело было официально закрыто после того, как Фукс был приговорен, и хотя было решено, что «Баварская Освободительная Армия» никогда не существовала как террористическая организация в значении этого термина, оставались сомнения в том, действительно ли Фукс совершил свои действия без какой-либо поддержки или молчаливого знания окружающих.
Тщательный обыск в двух комнатах в доме его родителей, где жил Фукс, выявил больше СВУ, но никаких следов оборудования, которое ему понадобилось бы для производства и обращения с нестабильными взрывчатыми веществами (включая фульминат ртути и нитроглицерин), содержащимися в его СВУ.
Большинство «признательных писем» Фукса демонстрировали способность к речевым оборотам, нехарактерным для него. Имеются упоминания о внутренних полицейских процедурах, которые были недоступны широкой общественности.
Ещё больше сомнений остаётся относительно смерти Фукса. Как именно человек без рук (Фукс неизменно отказывался от протезов) и при почти постоянном видеонаблюдении мог выполнять манипуляции, необходимые для превращения электрического кабеля в петлю, достаточно прочную для успешного самоповешения, так и не было объяснено должным образом.

## В массовой культуре
- Нобелевский лауреат по литературе Эльфрида Елинек изобразила нападение Фукса на четырёх цыган, которые погибли в Оберварте, в своей пьесе «Штекен, Стаб и Штангл. Ручная работа» (1996).
- Драматург Феликс Миттерер[нем.] создал монодраму «Патриот[нем.]» (2008), премьера которой состоялась в Венском государственном театре Вальфишгассе[нем.].
- История была впервые экранизирована в 2000 году немецким телевизионным режиссёром Торстеном К. Фишером[нем.] под названием «Бомбардировщик писем» с Карлом Фишером[нем.] в главной роли. Этот фильм был основан на фактических обстоятельствах дела лишь поверхностно, в том числе было изменено имя главного героя. Внимание было сосредоточено не на Фуксе, а на профайлере Фрэнке Мейере, который ищет Фукса. Прототипом данного персонажа, сыгранного актёром Сильвестром Гротом, был криминальный психолог Томас Мюллер[нем.].
- В 2007 году уголовное дело было изображено в докудраме «Франц Фукс - Патриот», роль Франца Фукса сыграл австриец Карл Марковиц[14].
- В игре Hitman: Codename 47 (а также ремейке Hitman: Contracts) существует террорист по имени Франц Фукс, являющимся одним из генетических «отцов» главного героя.
- Немецкая ультраправая рок-группа Landser сделала темой песни «В горах Руанды» теракт в Оберварте.